# Libna (Słowenia)
Libna – wieś w Słowenii, w gminie Krško. W 2018 roku liczyła 188 mieszkańców.